# 雅庫布·澤斯尼查克
雅庫布·班傑明·澤斯尼查克（波蘭語：Jakub Beniamin Rzeźniczak；1986年10月26日—）是一位波蘭足球運動員。在場上的位置是中後衛。現效力於波蘭足球甲級聯賽球隊維斯拉普羅斯克。他曾也代表波蘭國家足球隊參賽。

## 俱樂部生涯

### 華沙萊吉亞
雅庫布擔任過華沙萊吉亞隊長。他與華沙萊吉亞一起贏得了五次波蘭足球甲級聯賽冠軍、六次波蘭盃冠軍和一次波蘭超級盃冠軍，並且是華沙萊吉亞歷史上最成功的足球運動員。

### 維斯拉普羅斯克
雅庫布從亞塞拜然足球超級聯賽球隊卡拉巴克離開返回波蘭，並和維斯拉普羅斯克簽訂為期一年的合約。

## 個人生活
雅庫布在一段非正式關係中，生下一個女兒。

## 榮譽

### 俱樂部
華沙萊吉亞
- 波蘭足球甲級聯賽冠軍：2005–06、2012–13、2013–14、2015–16、2016–17賽季
- 波蘭盃冠軍：2007–08、2010–11、2011–12、2012–13、2014–15、2015–16賽季
- 波蘭超級盃冠軍：2008年

 卡拉巴克
- 亞塞拜然足球超級聯賽冠軍：2017–18、2018–19賽季

## 外部連結
- Soccerway資料庫：雅庫布·澤斯尼查克